# Snow Peak
Snow Peak (dalla lingua inglese per Picco della neve) è un picco roccioso antartico coperto di neve, alto 428 m, situato nella parte occidentale dell'Isola Livingston, che fa parte delle Isole Shetland Meridionali, in Antartide. 

## Caratteristiche
È collegato a ovest attraverso una sella montuosa al Casanovas Peak e sormonta il Ghiacciaio Berkovitsa a nordovest, il Ghiacciaio Tundzha a est e il Ghiacciaio Verila a sudovest. 

## Denominazione
Il picco è stata mappato nel 1935 dai membri delle Discovery Investigations, che ne hanno anche assegnato la denominazione descrittiva.

## Localizzazione
Il picco è posizionato alle coordinate 62°34′59″S 60°42′43″W, 12,89 km a nordest di Rotch Dome, 2,83 km a est di Casanovas Peak, 2,92 km a sudovest di Avitohol Point e 7,04 km a nord-nordovest di Ustra Peak.
Mappatura britannica nel 1935 e 1968. Rilevazione topografica bulgara sulla base dei dati della spedizione Tangra 2004/05 con mappatura nel 2005 e 2009. 

## Mappe
- L.L. Ivanov et al. Antarctica: Livingston Island and Greenwich Island, South Shetland Islands. Scale 1:100000 topographic map. Sofia: Antarctic Place-names Commission of Bulgaria, 2005.
- L.L. Ivanov. Antarctica: Livingston Island and Greenwich, Robert, Snow and Smith Islands. Scale 1:120000 topographic map.  Troyan: Manfred Wörner Foundation, 2009.  ISBN 978-954-92032-6-4